# Jesús Rabanal
Jesús Giancarlos Rabanal Dávila, kurz Jesús Rabanal (* 25. Dezember 1984 in Lima) ist ein peruanischer Fußballspieler.

## Karriere

### Verein
Jesús Rabanal startete seine Profikarriere 2004 in seiner peruanischen Heimat bei Universitario de Deportes und gewann dort fünf Jahre später erstmals die nationale Meisterschaft. 2012 wechselte er weiter zu Alianza Lima. Nach insgesamt neun Jahren in der heimischen Liga unterschrieb der Außenverteidiger Anfang 2013 bei kasachischem Verein Kairat Almaty. Dort absolvierte er allerdings kein Spiel und kehrte nach Peru zurück. Seine weiteren Stationen waren anschließend CD Universidad César Vallejo, Alianza Atlético, Sport Rosario Huaraz, Unión Comercio und AFC Carlos Stein. Seit April 2021 steht Rabanal nun bei Unión Huaral unter Vertrag.

### Nationalmannschaft
Von 2010 bis 2011 absolvierte Rabanal insgesamt sieben Partien für die peruanische A-Nationalmannschaft.

## Erfolge
- Peruanischer Meister: 2009